# Szklary (powiat ząbkowicki)
Szklary – wieś w Polsce położona w województwie dolnośląskim, w powiecie ząbkowickim, w gminie Ząbkowice Śląskie.

## Podział administracyjny
W latach 1975–1998 miejscowość położona była w województwie wałbrzyskim.

## Demografia
Według Narodowego Spisu Powszechnego (III 2011 r.) liczyły 594 mieszkańców. Są piątą pod względem wielkości miejscowością gminy Ząbkowice Śląskie.

## Kamienie półszlachetne
Miejscowość znana jest m.in. z obfitego występowania kamieni półszlachetnych – chryzoprazów i opali. Występuje tu również chalcedon, serpentynit, gabro, sjenit. Intensywnie zielona barwa występującego tu chryzoprazu spowodowana jest domieszką związków niklu.

## Kopalnie rud niklu

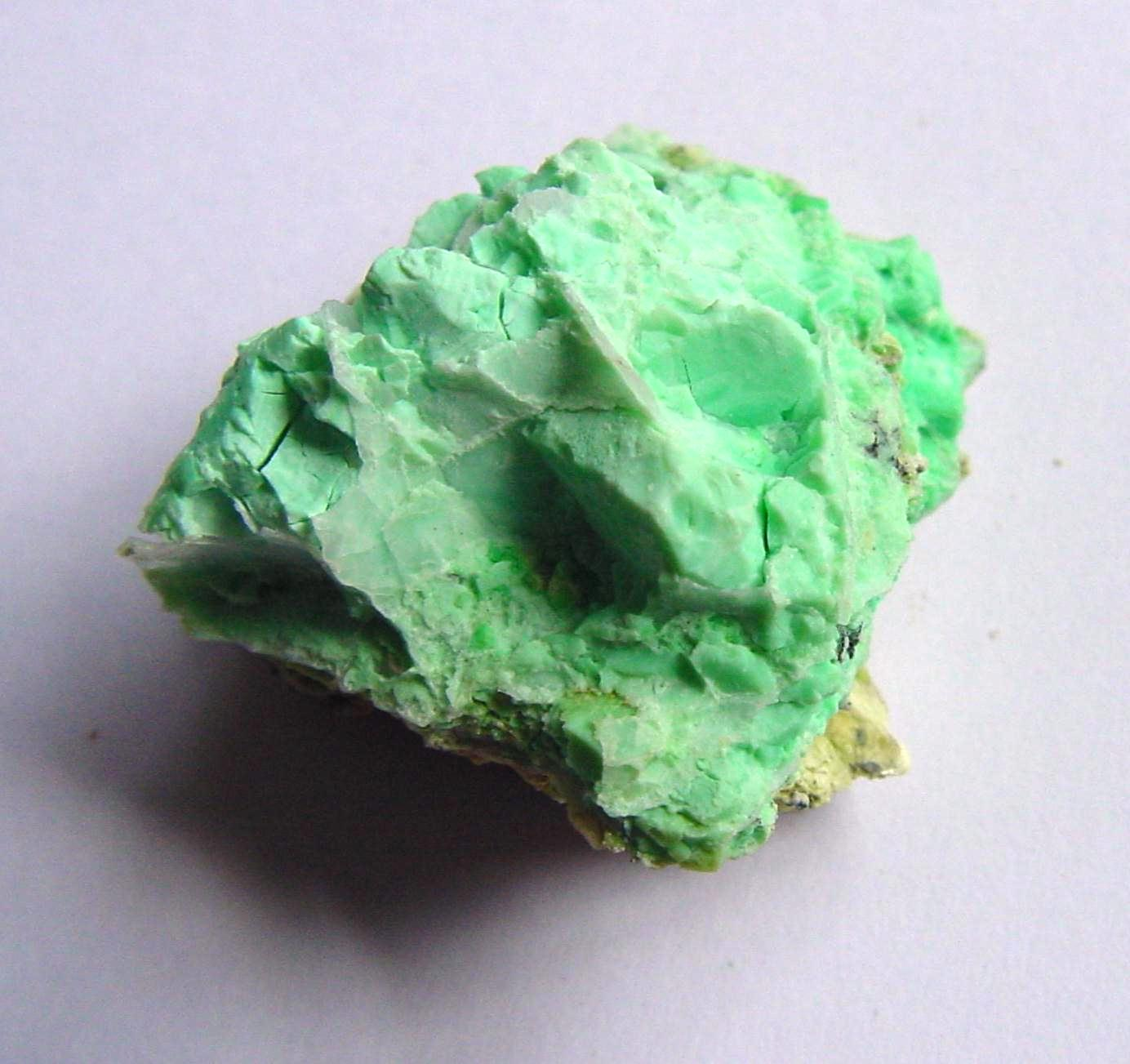
Pimelit ze Szklar

W latach 80. XIX wieku odkryto tutaj także złoża krzemianowej rudy niklu, która jest związana ze zwietrzeliną skał serpentynitowych. Były one eksploatowane i przetapiane na żelazonikiel (półprodukt stali niklowej), z przerwami od 1891 do roku 1983, kiedy z powodu niskiej rentowności Zakładów Górniczo-Hutniczych „Szklary” zaprzestano wydobycia i produkcji w miejscowej hucie. Kopalnia pierwotnie prowadziła prace głębinowe, następnie metodą odkrywkową wydobywając pimelit – rudę niklu.
2 sierpnia 2013 otwarto podziemną trasę edukacyjną o długości 500 m, w pochodzącej z 1914 roku sztolni Robert (niem. Robert Stollen). Zwiedzający sztolnię zapoznawani są m.in. z historią regionu, hutnictwa, jak i z minerałami oraz skałami.
Tutejsze sztolnie po byłej kopalni niklu są niebezpieczne, trudno dostępne i grożą zawaleniem.
W roku 1994 dwaj młodzi mężczyźni, poszukiwacze kamieni i przygód, zostali uwięzieni pod ziemią, gdzie przebywali – do ich odnalezienia – przez 24 doby bez jedzenia, pijąc tylko wodę z błotnistej kałuży, oraz własny mocz. Zostali wydobyci 19 sierpnia 1994 o godz 20.30 przez ratowników GOPR. Powodem ich uwięzienia był niewłaściwy ekwipunek oraz brak doświadczenia w zakresie eksploracji wyrobisk pogórniczych. Historię przeżycia w ekstremalnych warunkach przedstawia film dokumentalny w reżyserii Macieja Odolińskiego 24 dni oraz książka Macieja Odolińskiego 24 Dni Po Drugiej Stronie - Szklary 1994 Tajemnica Sztolni 'Studenckiej